# Antichasia
Antichasia (græsk: Αντιχάσια) er en skovklædt bjergkæde i de nordlige dele af de regionale enheder Trikala og Larissa i Thessalien, Grækenland. Området er en del af Pindusbjergenes østlige forbjerge. Dets højeste punkt er 1.424 moh. i den østlige del af bjergene. Meteora-klipperne nær Kalampaka betragtes som en del af Antichasia. Antichasia strækker sig fra dalen af floden Mourgkani i vest til dalen af floden Titarisios i øst. Begge er bifloder til floden Pineios, som løber sydvest og syd for bjergene. Dens længde er cirka 45 km fra øst til vest. De nærmeste bjergkæder er Chasia mod nordvest og Kamvounia mod nordøst. Den store Thessaliske slette ligger mod syd.
Bjergkæden gav sit navn til den kommunale enhed Antichasia iden regionale enhed  Larisa mod vest. Andre steder i og nær bjergene er Kalampaka (sydvest), Verdikousa (øst) og Koniskos (nord). Den græske nationalvej 6 / E92 (Igoumenitsa - Ioannina - Trikala - Larisa) passerer syd for bjergene, og den græske nationalvej 15 (Kalambaka - Grevena - Siatista) passerer vest for dem.